# Min klasse i Grønland
Min klasse i Grønland er en dansk TV-serie for børn, der i 10 afsnit på hver 8 minutter gennem et år følger klassen 5.a på Mathias Storch Skolen i Grønlands tredjestørste by Ilulissat. Serien er produceret af Plus Pictures og Det Danske Filminstitut (DFI) i samarbejde med DR og instrueret af Ulla Søe. Den er specielt målrettet børn på mellem fem og ti år. Afsnittene viser de ting, der betyder noget for børnene i Ilulissat og Grønland. 
Serien fik grønlandsk premiere på Kalaallit Nunaata Radioa (KNR) 27. september 2024 og dansk premiere på DR Ramasjang 27. januar 2025. Den danske premiere faldt dermed sammen med et storpolitisk røre om Grønland, efter at den amerikanske præsident Donald Trump tidligere i januar havde udtrykt interesse for at få Grønland under amerikansk kontrol og ikke ville afvise økonomisk eller militær tvang for at nå sit mål.

## Handling
I første afsnit møder man Innunguaq, som går i klassen og for første gang skal deltage i byens hundeslædevæddeløb. I senere afsnit møder man bl.a. Aviaja, der lige er startet som ny i klassen, kommer til kaffemik hos Lucas på hans fødselsdag, er til Ilulissats julebasar, hvor klassen sælger julepynt for at få penge til at holde en fest, kommer på fisketur og jagt i Grønland og følger med klassen, når den besøger sin venskabsklasse i Svendborg. Man oplever venskaber og fællesskaber og når også at møde en grønlandsk dreng, der ikke rigtig kan lide fisk.

## Modtagelse
Filmmagasinet Ekko gav tv-serien fem stjerner ud af seks mulige og mente, at den gav et helstøbt, loyalt og rørende indblik i livet i Grønland, som også danske børn kunne spejle sig i.

## De 10 afsnit
Titlerne på seriens 10 afsnit er:
1. Hundeslæde
2. Ny i klassen
3. Fødselsdag
4. Julebazar
5. Fisketur
6. Veninder
7. Flyvetur
8. Tandlægeskræk
9. Kage og kaffemik
10. På besøg i Danmark